# Неомицин
Неомици́н — антибиотик из группы аминогликозидов, представляет собой смесь антибиотиков неомицина А, В и С, продуцируемых Streptomyces fradiae. выпускается в виде сульфата.
Препарат практически не всасывается из ЖКТ, поэтому его воздействие распространяется на ЖКТ, с этим связано его применение: лечение энтерита, вызванного чувствительными к нему микроорганизмами, а также широко применяется для «стерилизации» кишечника перед хирургическими операциями.
Также неомицин применяют местно для лечения инфицированных ран, ряда кожных заболеваний (пиодермия), вагинальных инфекций, заболеваний глаз и т. д. Парентерально неомицин не используется, так как высоко токсичен для почек и слухового нерва (ототоксичен).